# M/S Stella Polaris
M/S Stella Polaris var ett kryssningsfartyg som byggdes på Götaverken i Göteborg  åren 1926-27 för det norska rederiet Det Bergenske Dampskibsselskab (BDS) där hon var avsedd för i första hand Nordkapskryssningar. Där seglade hon till 1940, då hon rekvirerades av tyska flottan och användes som rekreationsfartyg för tyska ubåtsbefäl.

## Efter kriget
Vid krigsslutet övertogs hon av Ministry of War Transport i England och användes för att frakta krigsfångar från Mo i Rana. I november samma år lämnades hon tillbaka till BDS och gick sedan på varv i Göteborg för renovering. År 1951 köptes hon av svenska Clipper Line. Hon seglade bland annat i Västindien, Medelhavet och Östersjön, innan hon 1969 såldes till japanska International House Co. Ltd i Tokyo och byggdes om till hotell och restaurang. Hon förankrades vid Kisho i Numazu cirka 130 km sydväst om Tokyo. Där döptes hon om till Floating Hotel Scandinavia och verkade som restaurang och hotell till den 30 mars 2005.
I februari 2006 såldes fartyget till det svenska företaget Petro-Fast i Stockholm som tänkte använda henne som hotell- och restaurangfartyg.

## Förlisningen
Den 2 september 2006 skulle fartyget bogseras från Izuhalvön i Japan till Shanghai i Kina för upprustning, när det sjönk drygt tre kilometer sydväst om hamnstaden Kushimoto. Fartyget som nu var omdöpt till Scandinavia sjönk klockan 02.02 japanskt tid och ligger nu på 70 meters djup.